# Theodoricus Smedecken
Theodoricus Smedecken, auch Dietrich Schmidecke (* um 1480 in Goslar (?); nachgewiesen bis 1556 ebenda) war zunächst Kaplan und später Richter, Advokat und Ratsherr (?) in Goslar. Er übersetzte Schriften von Martin Luther ins Niederdeutsche.

## Leben
Über die familiäre Herkunft und die Jugendzeit von Smedecken ist bisher nichts bekannt. Er studierte wohl ab Sommersemester 1499 an der Universität Leipzig, wo er 1502 den akademischen Grad eines Baccalaureus erwarb und (nach zwischenzeitlicher Berufstätigkeit) im Dezember 1520 die Magisterprüfung ablegte.
Beruflich wirkte er zunächst als Kaplan an der St. Jakobi-Kirche in Goslar. Im Jahr 1512 war er in einen Streit des dortigen Pfarrers Johannes Hardt († 1545) mit dem Hildesheimer Bischof involviert. Kurzzeitig wurden er und Hardt vom Hildesheimer Bischof exkommuniziert, aber schon 1513 nach einem Appell des Pfarrers an den Papst wieder in ihre Ämter eingesetzt. In den Jahren 1518 und 1523 kam es zu erneuten Konflikten. Im Jahr 1524 musste er der lutherischen Häresie abschwören und zog sich aus seinen kirchlichen Funktionen zurück.
Nach einem zwischenzeitlichen Aufenthalt in Magdeburg, wo er heiratete, kehrte Smedecken wohl wieder zurück nach Goslar. Dort war er im Jahr 1533 als Sekretär der Vertreter Braunschweigs und Goslars beim Schmalkaldener Bundestag. Neben diesem kurzen Auftritt in stadtpolitischen Angelegenheiten war Smedecken wohl seit den 1530er Jahren häufig in rechtlichen Angelegenheiten tätig. So wirkte er als Richter und Angehöriger des städtischen Gerichts in Privatsachen sowie als Advokat in Goslar. Möglicherweise war er auch Ratsherr.

## Wirken
Smedeckens reformationsgeschichtliche Bedeutung beruht auf seinen Übersetzungen von Schriften Martin Luthers ins Niederdeutsche. Seine Übersetzung von Luthers „Betbüchlein“ wurde 1523 bei Melchior Lotter dem Jüngeren in Wittenberg gedruckt, der dort eine Zweigfirma der Druckerei seines Vaters Melchior Lotter dem Älteren führte. Die namentliche Nennung des Übersetzers Smedecken in dem Druckwerk wird für die damalige Zeit als „ziemlich einmalig“ bezeichnet. Neben dem Betbüchlein übersetzte Smedecken möglicherweise auch die Luther-Ausgabe des „Neuen Testaments“ ins Niederdeutsche.
Smedecken wird zu den „namhaften Gestalten der Kirchen- und Geistesgeschichte Goslars“ gezählt. Der ostfälische Dialekt habe durch ihn eine „wichtige Trägerfunktion für die Reformation“ bekommen. Smedeckens Übersetzertätigkeit habe damit zur Verbreitung der Reformation in Niederdeutschland beigetragen.

## Schriften
- Ein Bedebok und Lesebok, Melchior Lotter d. J., Wittenberg 1523 (Niederdeutsche Übersetzung von Martin Luthers „Ein Betbüchlein der 10 Gebote, des Glaubens, des Vaterunsers und des Ave Marias“, 1522)
- unsicher: Dath Nyge Testament tho dude, Melchior Lotter d. J., Wittenberg 1523 (Niederdeutsche Übersetzung von Martin Luthers Übertragung des „Neuen Testaments“)